# Aselliscus tricuspidatus
Aselliscus tricuspidatus är en däggdjursart som först beskrevs av Coenraad Jacob Temminck 1835.  Aselliscus tricuspidatus ingår i släktet Aselliscus och familjen Rhinolophidae. IUCN kategoriserar arten globalt som livskraftig.
Inga underarter finns listade i Catalogue of Life. Wilson & Reeder (2005) skiljer mellan fyra underarter.
Denna fladdermus når en kroppslängd (huvud och bål) av cirka 4 cm. Aselliscus tricuspidatus är med en vikt av 3,4 till 4 gram lättare än den andra arten i samma släkte. Pälsen är på ryggen brun och på buken ljusbrun.
Utbredningsområdet sträcker sig från Moluckerna över Nya Guinea och Salomonöarna till Vanuatu. Arten når där 600 meter över havet. Habitatet varierar troligen.
Mellanstora till stora flockar (koloni) vilar tillsammans i en grotta. Honor har vanligen en och ibland två ungar per kull.